# Larnax nieva
Larnax nieva är en potatisväxtart som beskrevs av S.Leiva och N.W.Sawyer. Larnax nieva ingår i släktet Larnax och familjen potatisväxter. Inga underarter finns listade i Catalogue of Life.